# Podoces
Podoces sau gaițele de pământ aparțin unui grup distinct de păsări din ordinul paseriformelor din familia Corvidae. Ele locuiesc în zone semideșertice de mare altitudine din Asia centrală până în Mongolia.

## Specii
Genul Podoces conține patru specii:
- Podoces hendersoni
- Podoces biddulphi
- Podoces pleskei
- Podoces panderi

## Galerie

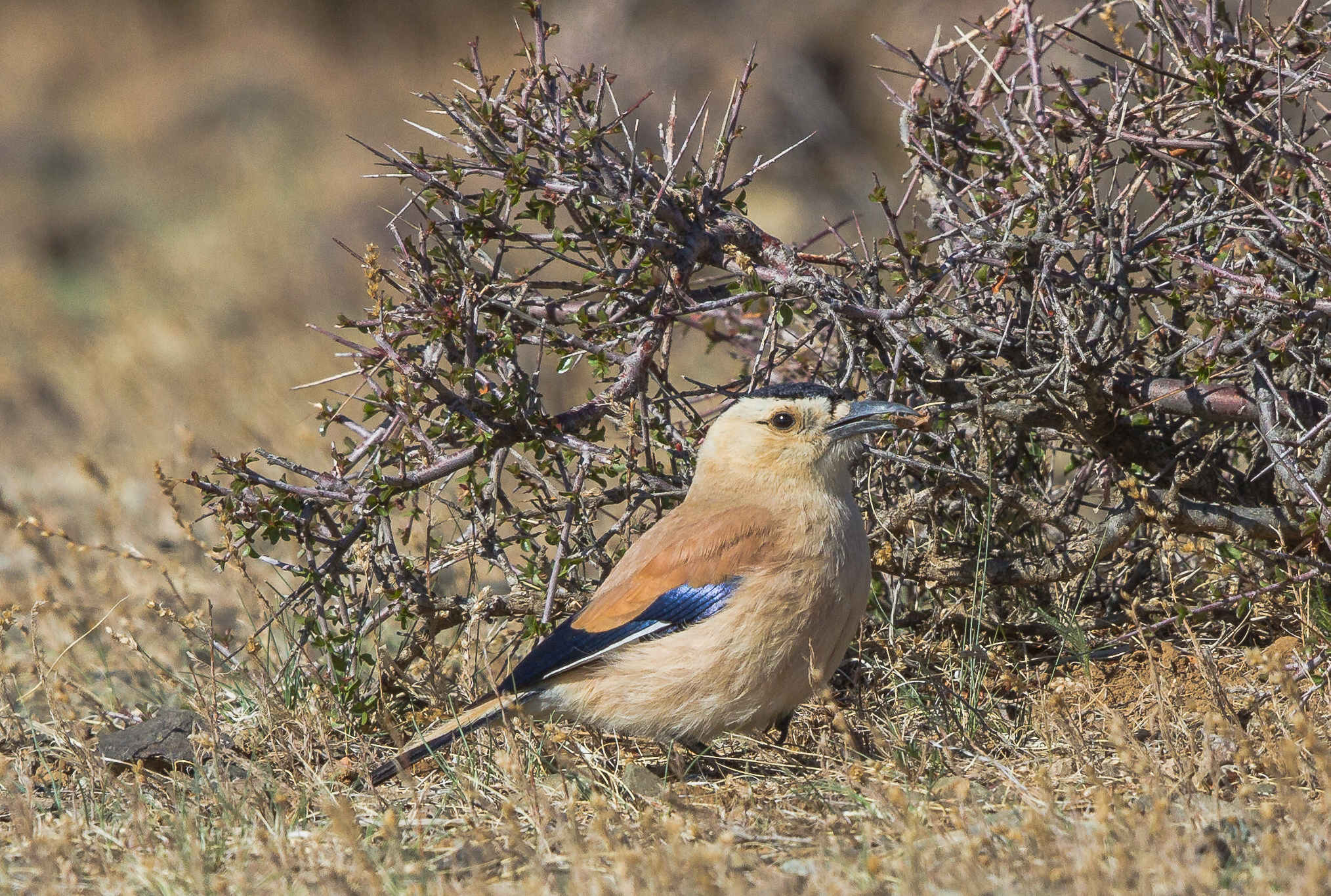
Podoces hendersoni
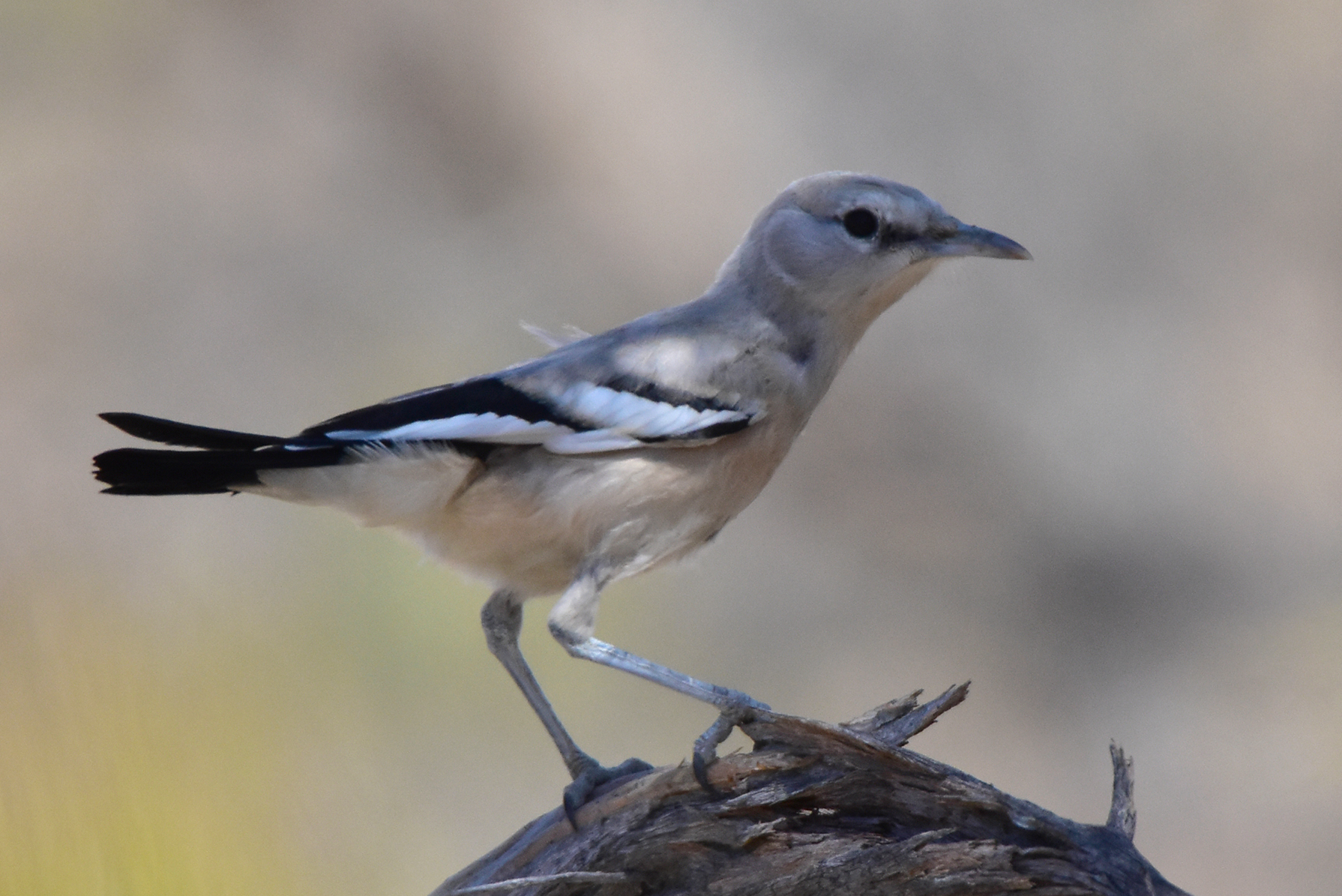
Podoces panderi
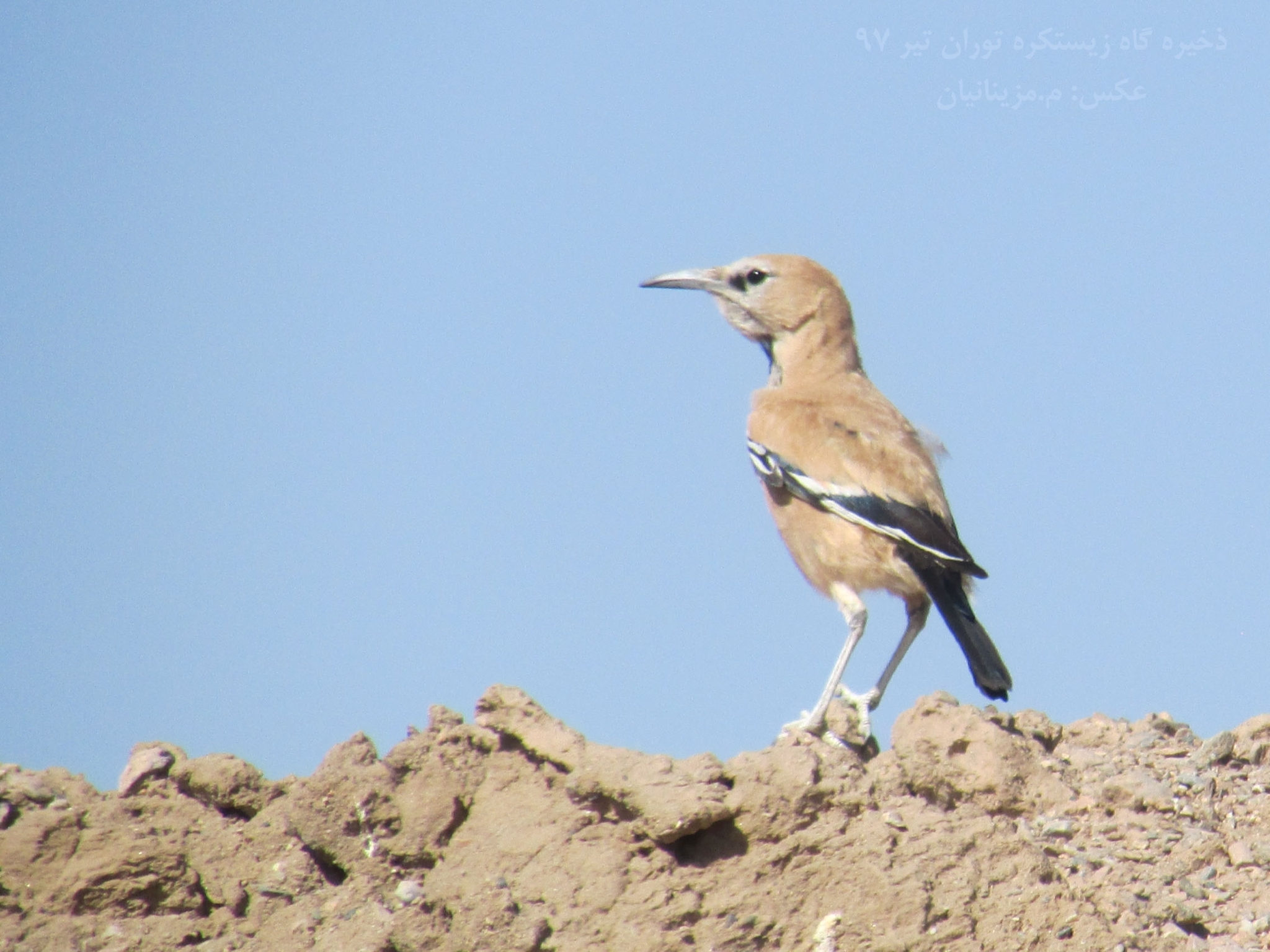
Podoces pleskei